# Castell de sa Punta de n’Amer
Es Castell de sa Punta de n’Amer („Das Kastell von Punta de n’Amer“, auch nur Es Castell oder Castell de n’Amer) ist ein Wehrturm aus dem 17. Jahrhundert an der Ostküste der spanischen Baleareninsel Mallorca. Er befindet sich auf der Halbinsel Punta de n’Amer im Gemeindegebiet von Sant Llorenç des Cardassar, etwa zehn Kilometer südöstlich des Ortes Sant Llorenç des Cardassar.

## Lage und Beschreibung

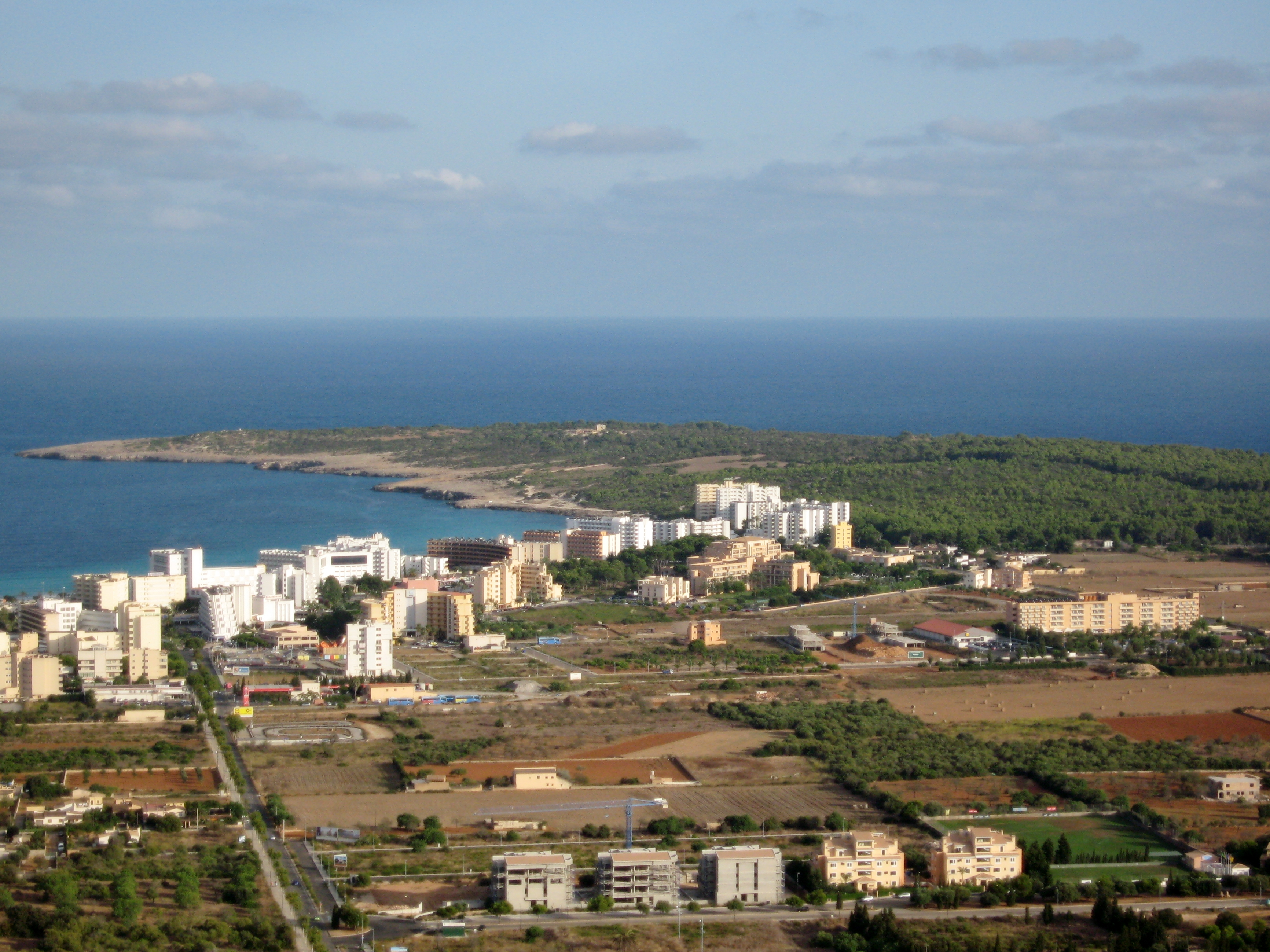
Halbinsel Punta de n’Amer

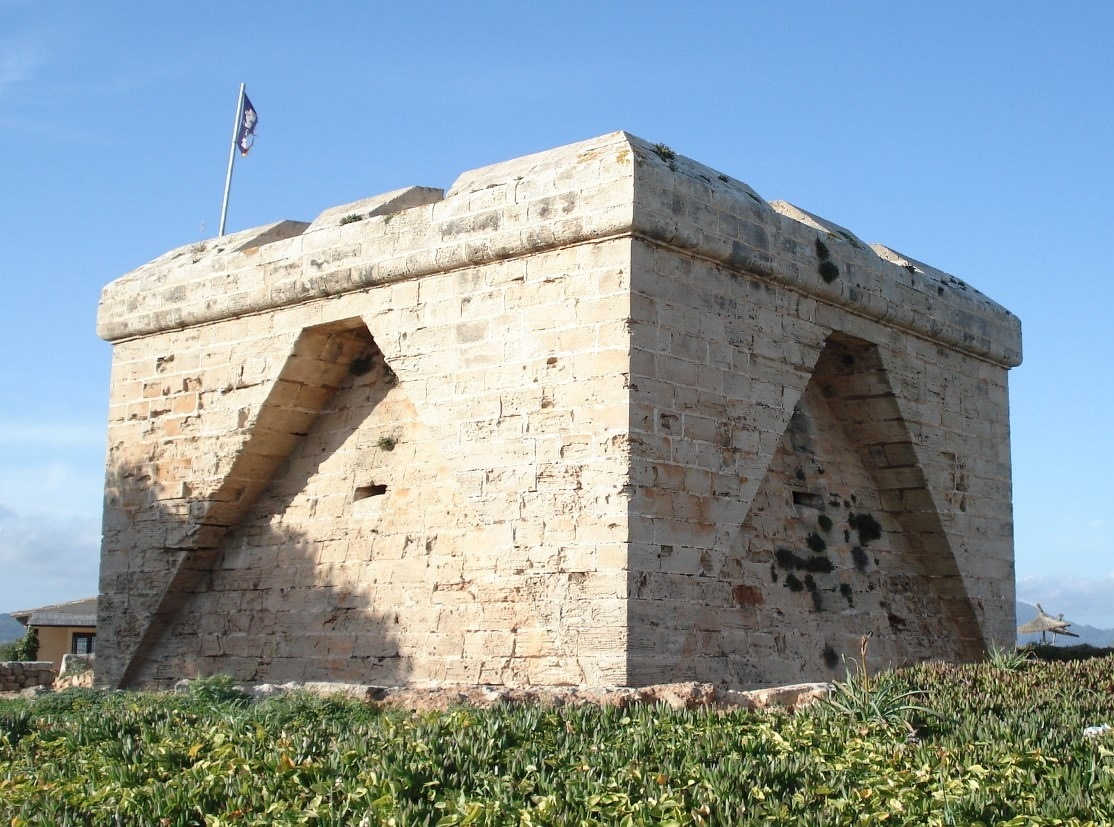
Die Südseite und Ostseite (Seeseite) des Turmes

Die Halbinsel Punta de n’Amer ist ein Naturschutzgebiet zwischen den touristisch geprägten Orten Cala Millor und Sa Coma. Beide Orte gehören zur Gemeinde Sant Llorenç des Cardassar. Das Castell de sa Punta de n’Amer liegt im östlichen Bereich der Halbinsel, etwa in gleicher Entfernung zur Nord- wie zur Südküste von Punta de n’Amer. Die Ortsgrenze von Cala Millor befindet sich etwa 1100 Meter nordwestlich vom Castell, die von Sa Coma 1500 Meter im Südwesten. Die Entfernung zum östlichsten Punkt der Halbinsel beträgt nicht ganz 700 Meter.
Es Castell befindet sich auf einer Höhe von 35 Metern über dem Meeresspiegel. Es besteht aus Quadersteinen des typisch mallorquinischen Marès-Gesteins, das auf Punta de n’Amer abgebaut wurde, und ist eine Mischung aus kubischem Geschützturm und einer rechteckigen Pyramide. In den Dünen gelegen war es voll und ganz auf den Geschützkampf ausgerichtet. Über eine im Inneren umlaufende Holzbrüstung erreicht man den Mechanismus der Zugbrücke und die vier Schießscharten an den jeweiligen Seiten. Im Graben, der die Befestigung umgibt, befinden sich eine Art Zisterne und ein Vorratsbunker.
Die obere Plattform des Turmes ist über eine steinerne Wendeltreppe erreichbar. Eine auf der Geschützplattform aufgestellte Kanone vom Typ Skorpion verdeutlicht, dass die Küste vor dem Wehrturm entsprechend bestrichen werden konnte. Im Jahre 1969 wurde der Turm einschließlich der hölzernen Zugbrücke restauriert und in den gegenwärtigen Zustand versetzt. Der Innenraum beherbergt einige Schauvitrinen, in denen Ausstellungsstücke und Dokumente zur Geschichte des Bauwerks gezeigt werden. Das Castell ist am Tage für jedermann frei zugänglich.

## Geschichte

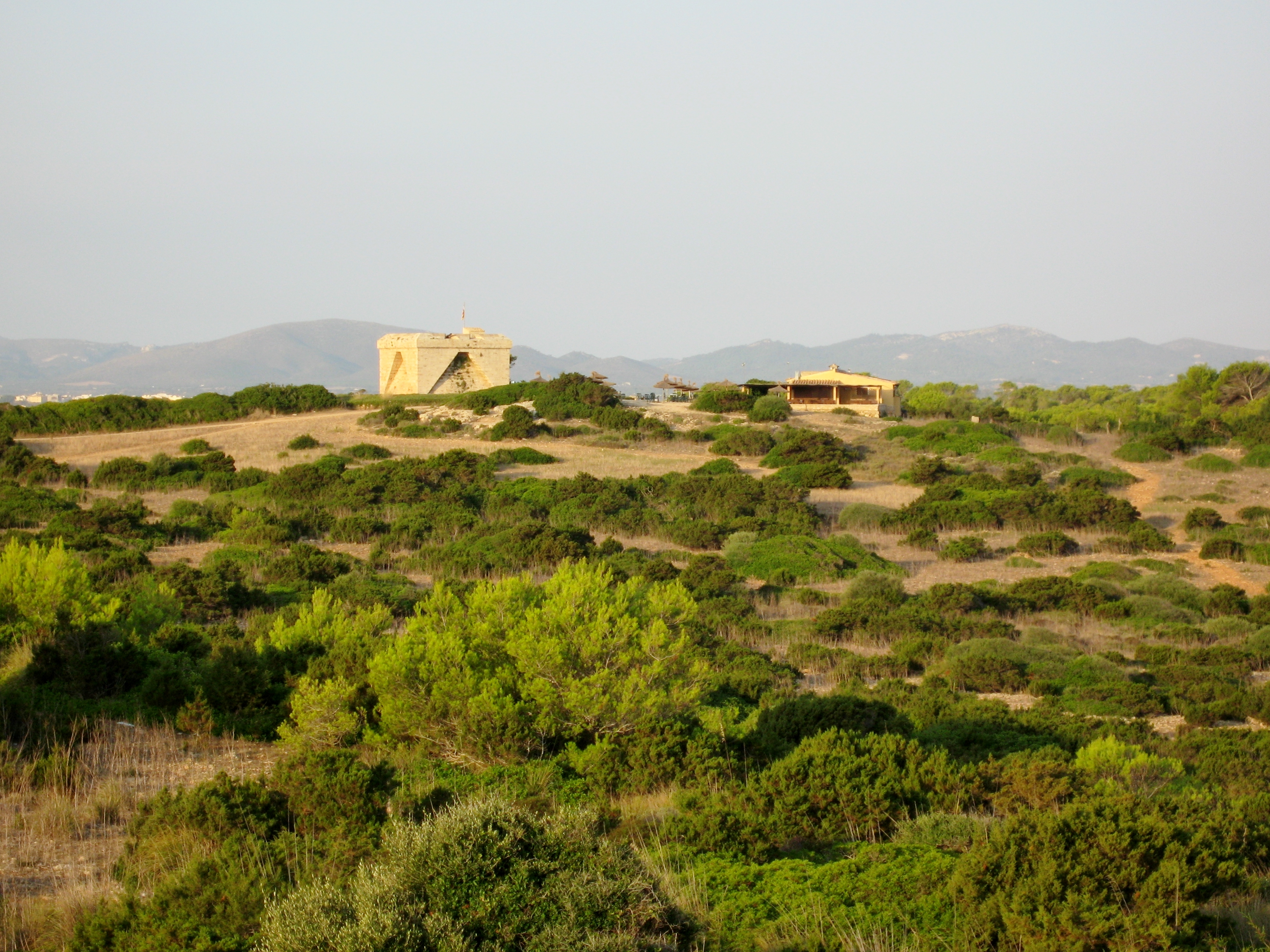
Lage des Castells in den Dünen

Bereits im Jahr 1585 wurde vor dem Hintergrund der ständigen Angriffe und Überfälle von Seeräubern und nordafrikanischer Korsaren an Mallorcas Küsten (15. bis 18. Jahrhundert) erstmals durch den Vizekönig Lluis Vich im Rahmen einer Generalinspektion die Notwendigkeit der Errichtung eines Verteidigungsturmes auf Punta de n’Amer begründet. Nach einem erneuten großen Angriff im Jahre 1611 beschloss der Rat der Stadt Manacor, zu dessen Bereich die Halbinsel damals gehörte, 1617 den Bau des Turmes, der jedoch aus Kostengründen zunächst nicht realisiert werden konnte. Erst 1693 wurde mit der Errichtung des Castell begonnen, nachdem am 4. September 1688 bei einem dieser Überfälle auf die Insel neben einigen Fischern auch der Kapitän von Muro (Capità de Muro) gefangen genommen wurde und der General-Rat von Mallorca danach der Unterstützung des Baus zustimmte.

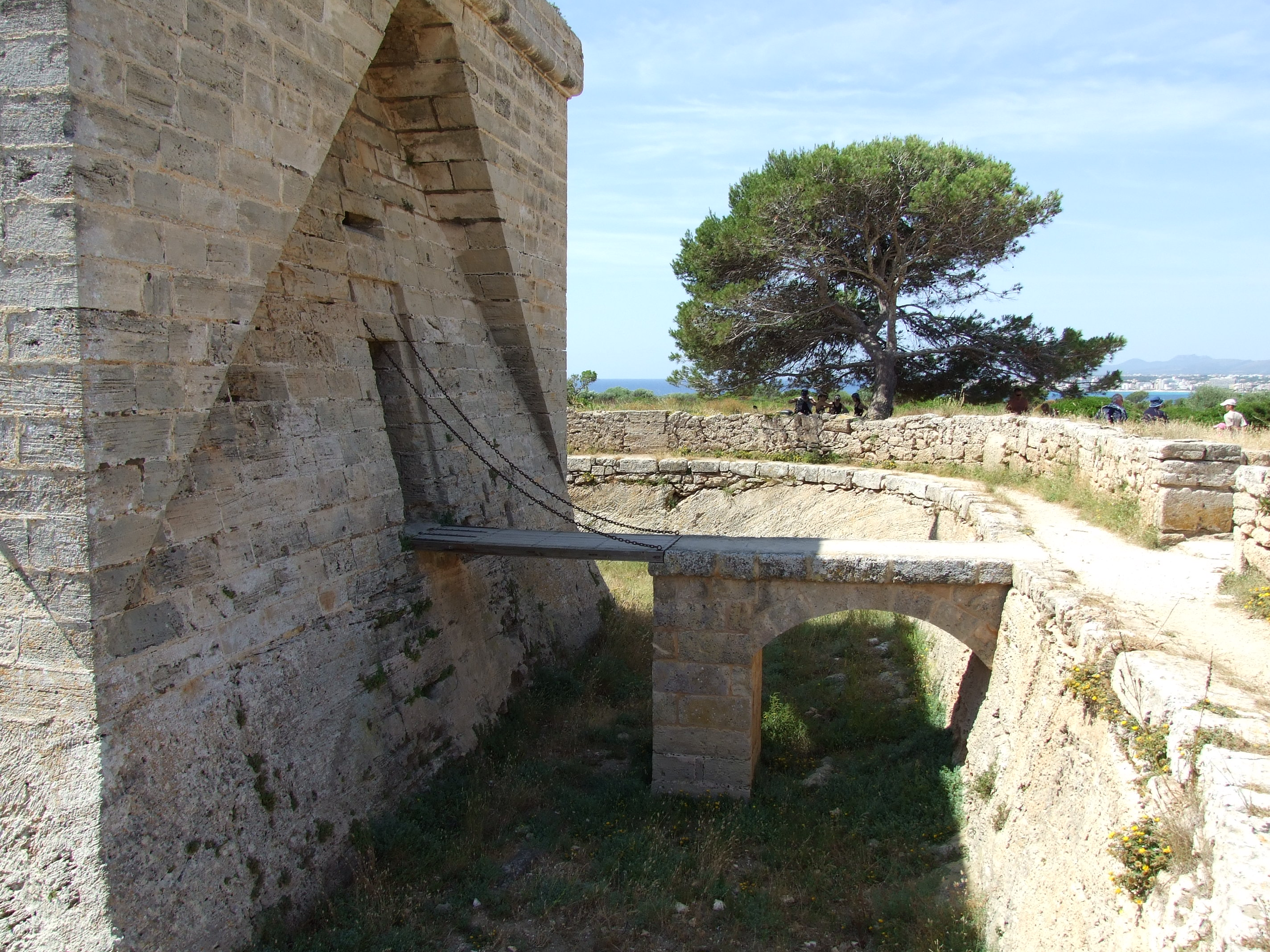
Zugbrücke des Castells

Der 1696 fertiggestellte Turm diente neben der direkten Verteidigung der Bewohner der Ostküste auch als Beobachtungs- und Meldeturm. Er war Teil des Küsten-Festungsnetzes Mallorcas, bestehend aus einer Vielzahl von Türmen, auf denen das Korps der Turmwächter eingesetzt war. Auf Es Castell wurden drei Turmwächter mit Arkebusen, Musketen und langläufigen Pistolen (Espingardes), alles Handfeuerwaffen, sowie Enterhaken stationiert. Außerdem war die obere Plattform mit zwei bronzenen Kanonen unterschiedlichen Kalibers bestückt. Zur Abwehr von direkten Angriffen war die Befestigung mit einem in den Fels gehauenen Graben umgeben, der über eine Zugbrücke überquert werden konnte. Im Verteidigungsfall schützte die nach oben gezogene Brücke die Eingangstür des Turmes.
Mit der Abnahme der Gefahr von Angriffen Mitte des 19. Jahrhunderts wurde der Turm versteigert und ging in Privatbesitz über. Im spanischen Bürgerkrieg von 1936 bis 1939 war die Halbinsel Punta de n’Amer ein wichtiger Stützpunkt der Armee. Das Castell diente als Nachrichten-Standort des nationalen Abhörnetzes und Vorratslager der Nationalisten. Die Halbinsel Punta de n’Amer wurde einschließlich Teilen der Ostküste von Mitte August bis Anfang September 1936 bei der „Schlacht um Mallorca“ kurzzeitig von republikanischen Truppen besetzt. Nach ihrem Abzug diente der Wehrturm den Franquisten zur Überwachung der östlichen Küstengewässer. Am Fuße des Castells wurde von ihnen ein Nebengebäude errichtet, das der Unterkunft von Soldaten diente. In ihm befindet sich heute eine Gaststätte.

Ansichten des Castells
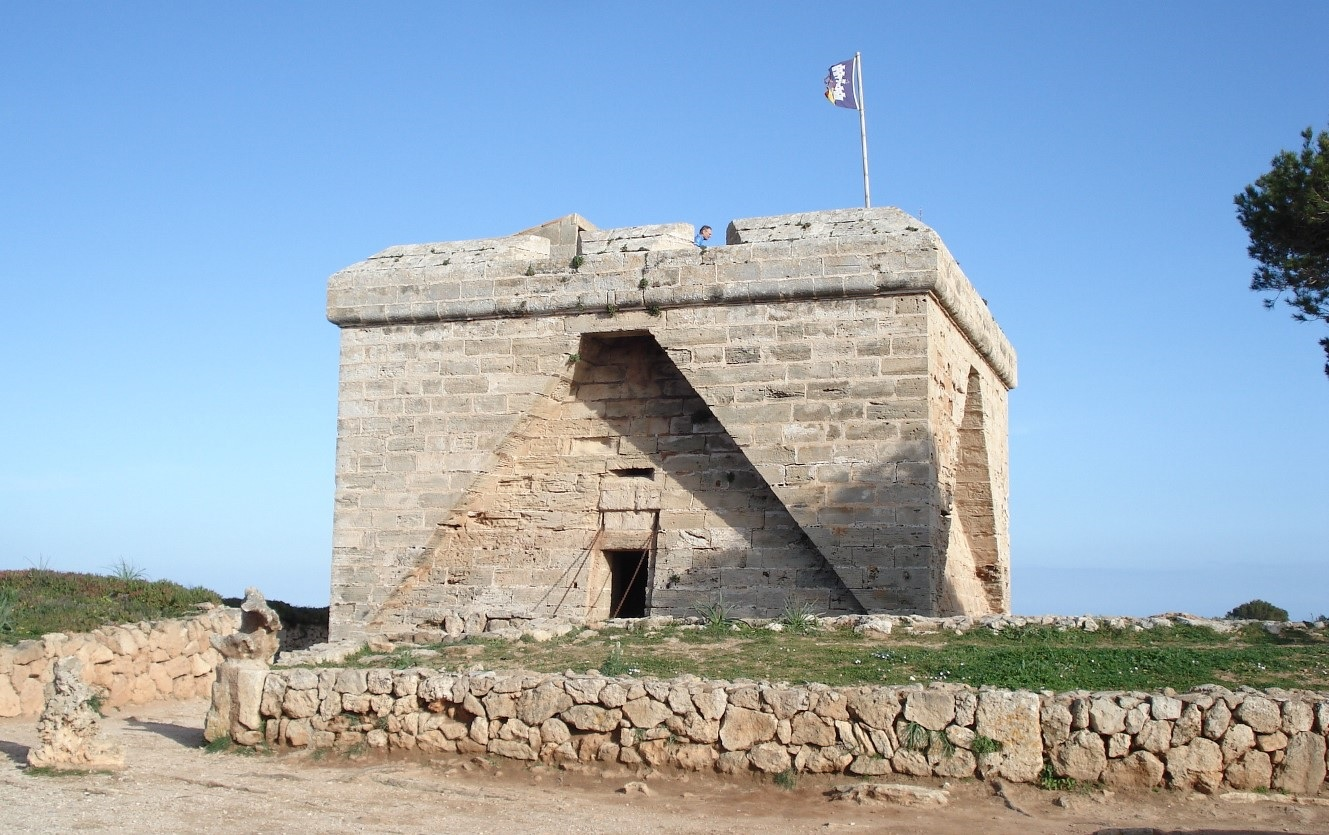
Außenansicht
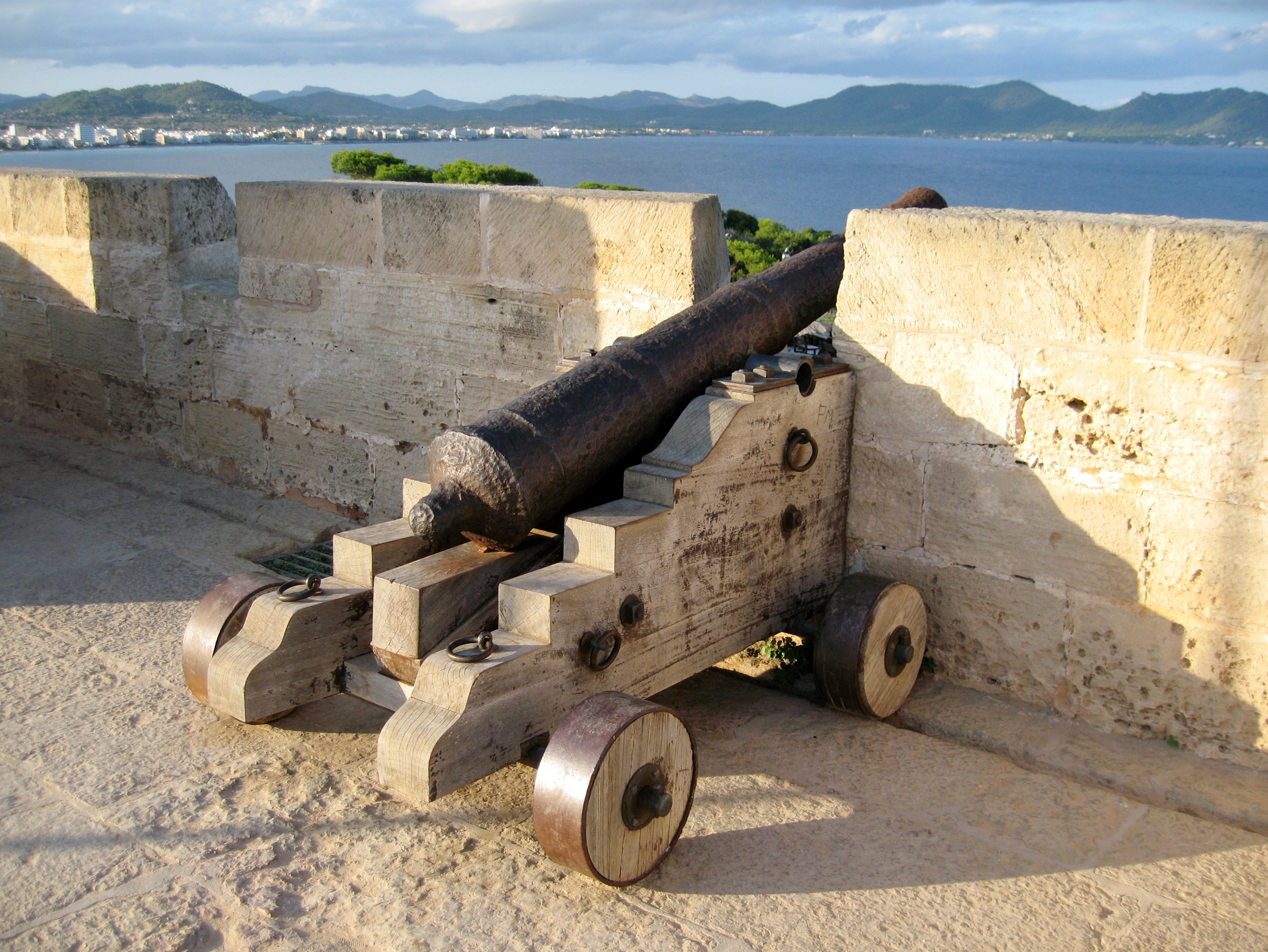
Letzte Kanone an der nordöstlichen Meerseite
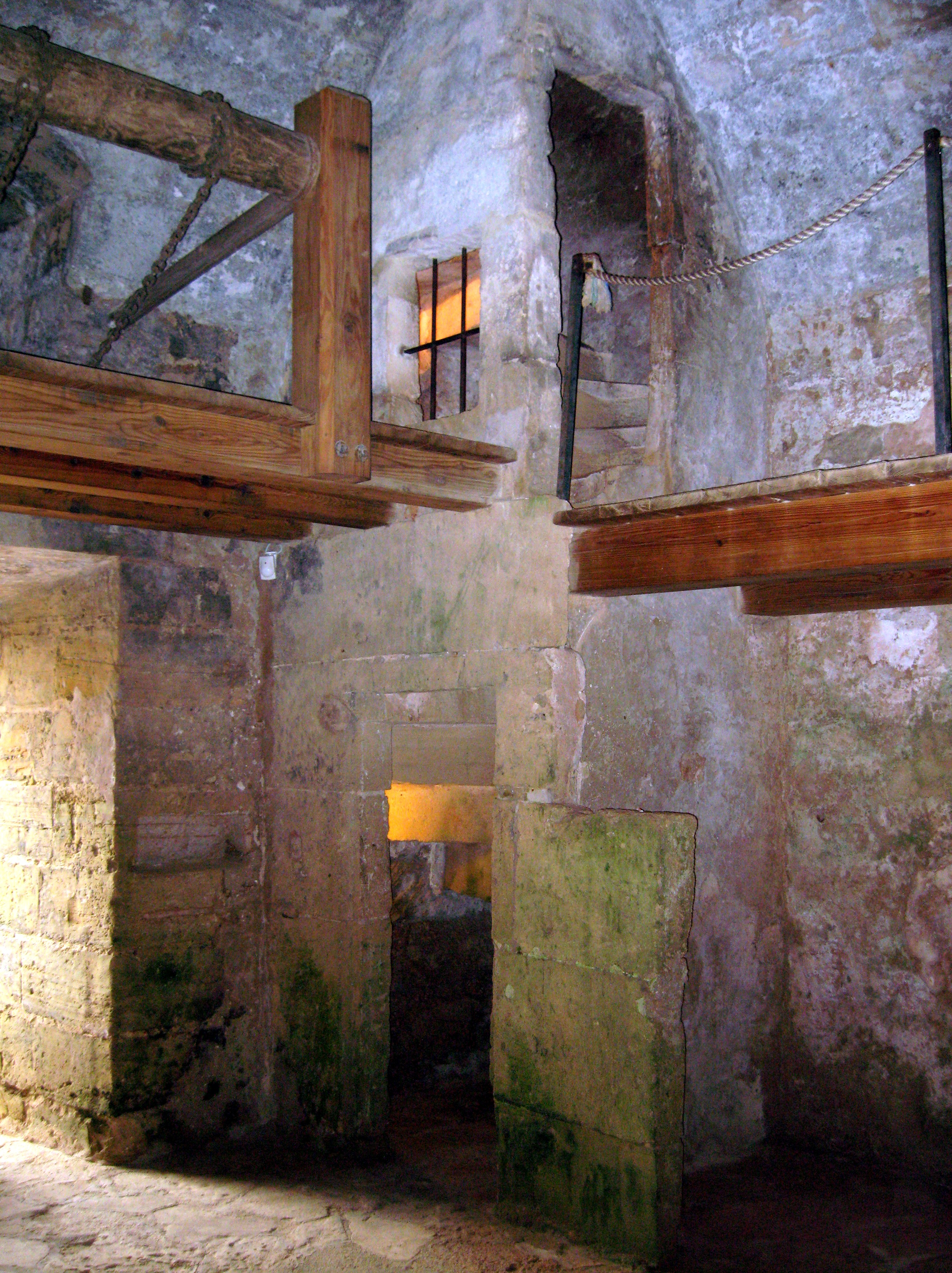
Steinerne Wendeltreppe (Nordseite)
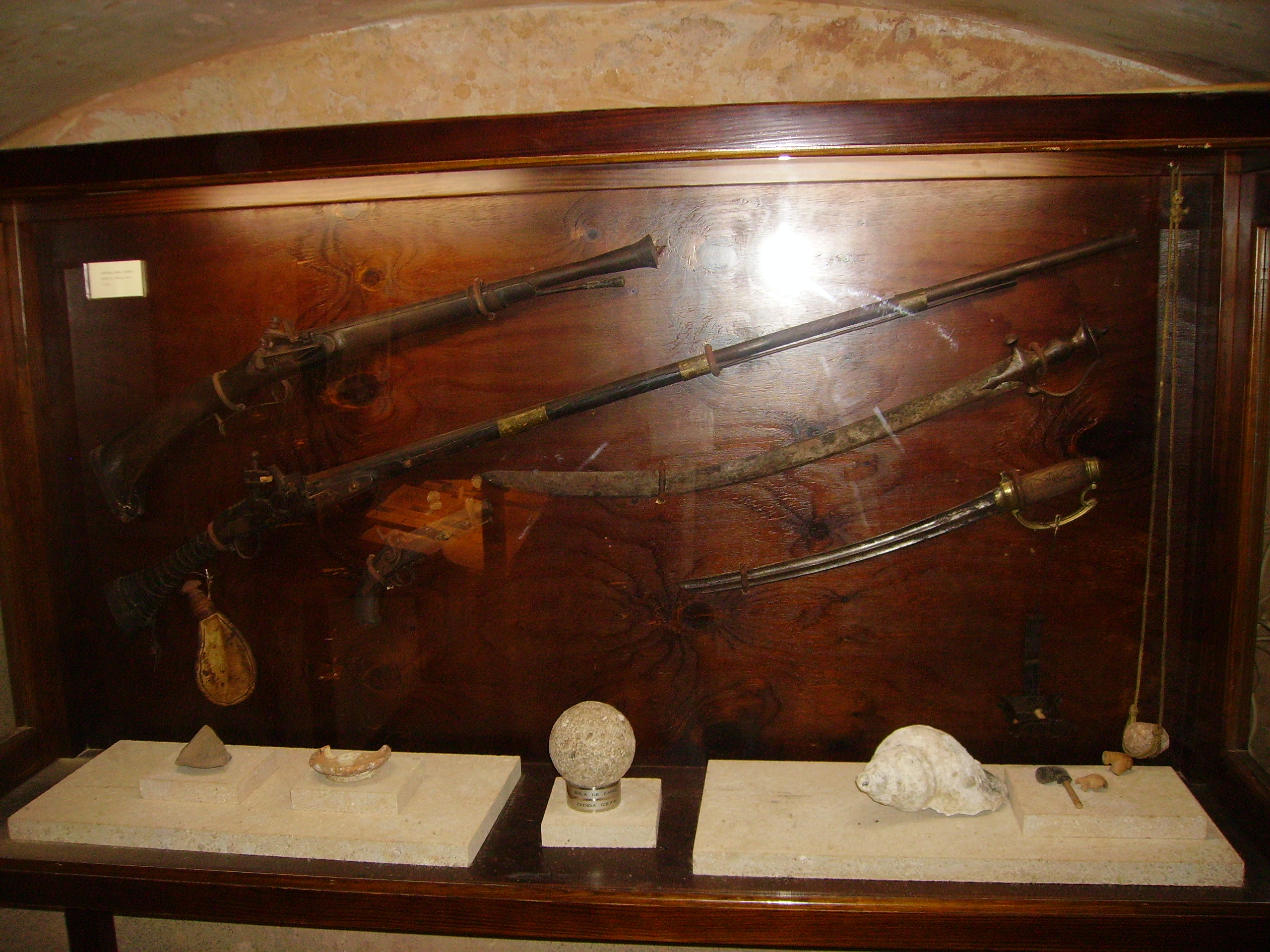
Kleine Waffenschau im Innenraum
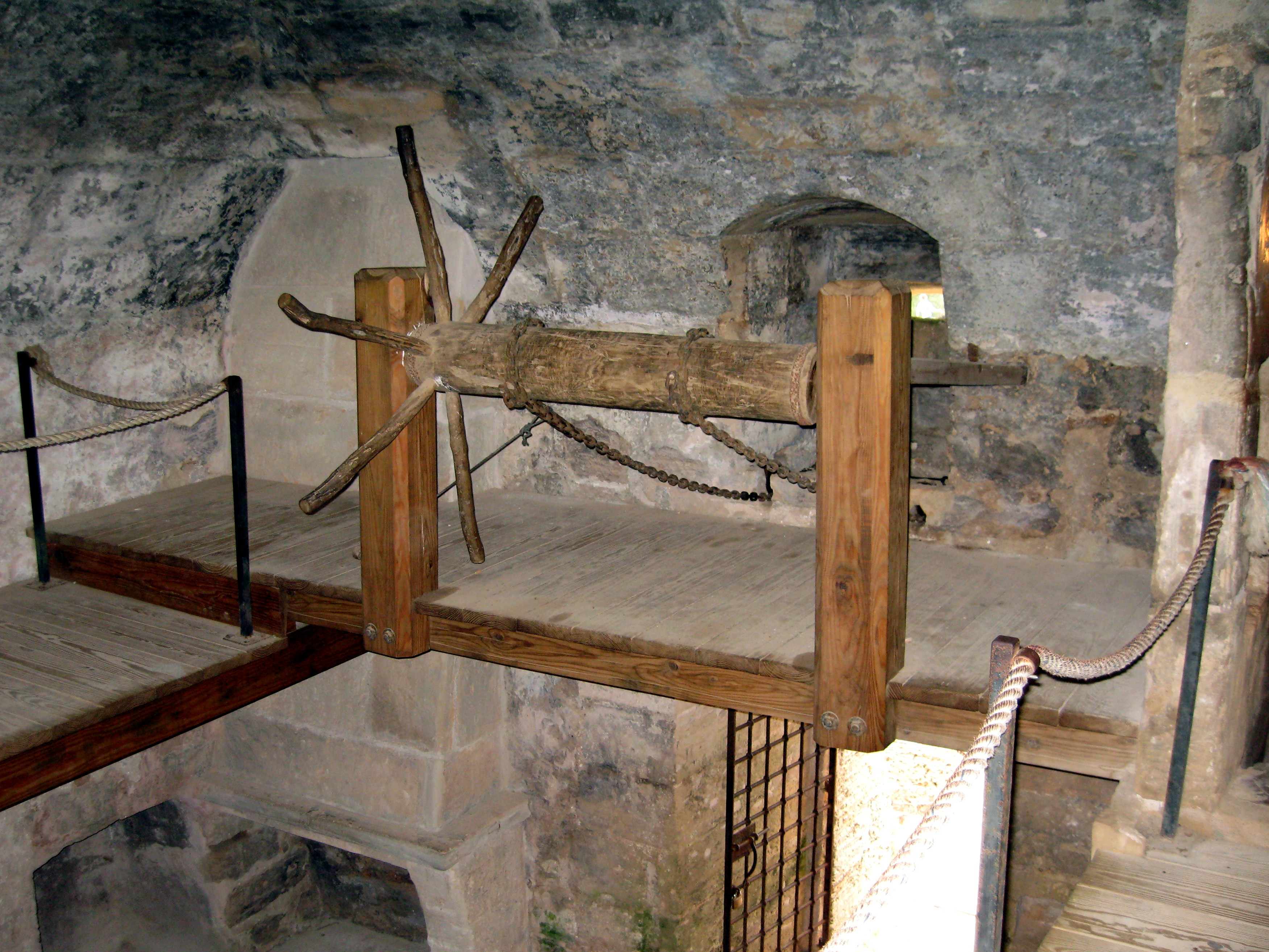
Zugbrückenmechanismus und Kamin
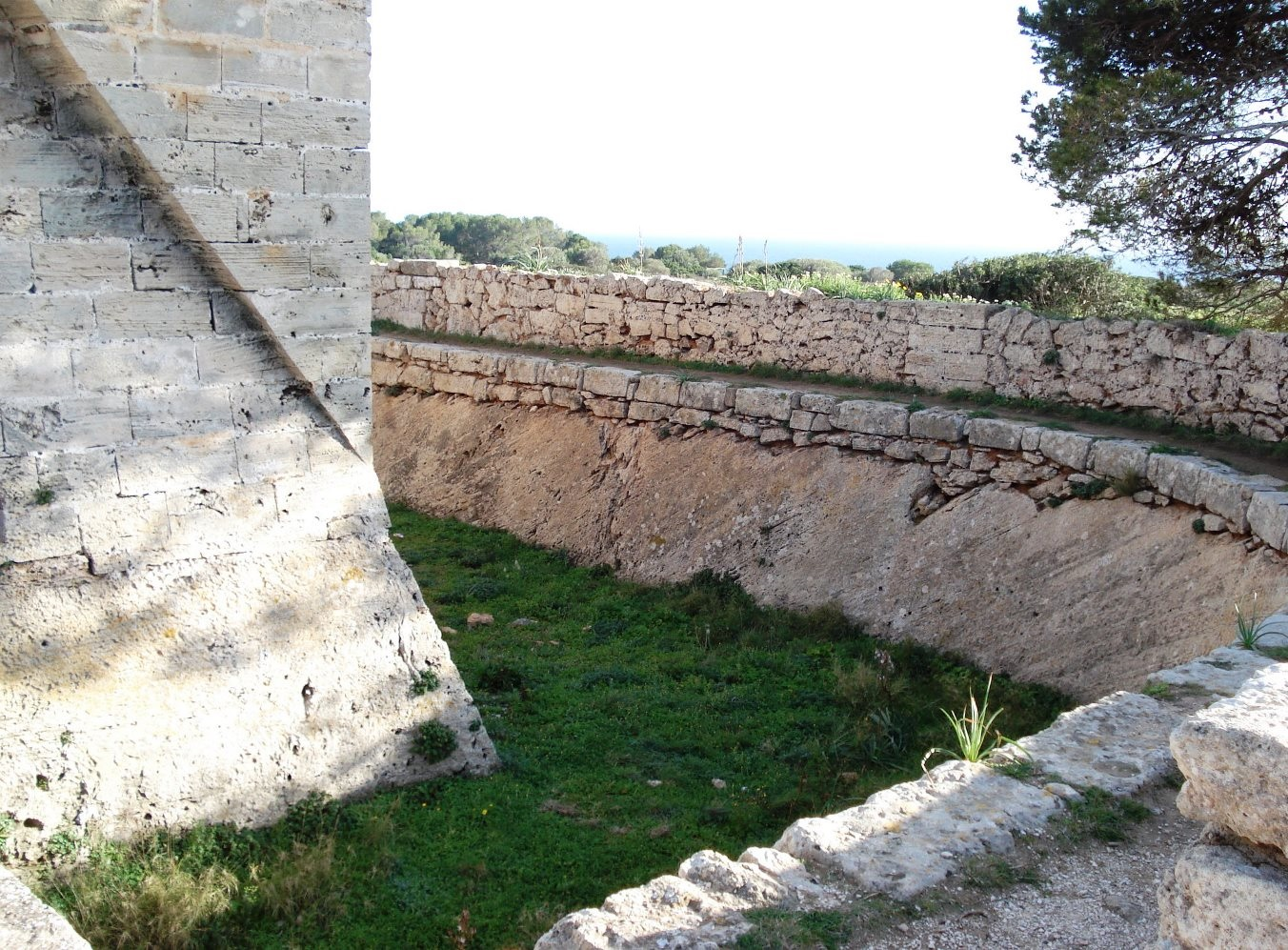
Der Burggraben um den Turm

## Zugang
Durch das Naturschutzgebiet von Punta de n’Amer führen einige Wanderwege, auf denen auch das Castell sowohl von Cala Millor als auch von Sa Coma aus zu erreichen ist. Der Hauptzugangsweg, der auch der Versorgung der neben dem Castell befindlichen Gaststätte dient, beginnt an der Rancho de Sa Coma, nahe dem Strand von Sa Coma, und ist etwa 1500 Meter lang. Die Wege zum Castell sind ausgeschildert.

## Belege
- Jaume Bassa Burgdorf: Sa Punta de n’Amer, Ajuntament de Sant Llorenç des Cardassar, Delegació de Turisme
- La Punta de n’Amer, Ajuntament de Sant Llorenç des Cardassar (Informationsblatt) (PDF-Datei; 883 kB)
- Es Castell de Punta de n’Amer, Web-Seite zur Beschreibung des Castells (siehe auch: Weblinks)
- Rutes a peu – Son Servera i Sant Llorenç, Institut Balear del Turisme / Consell de Mallorca, Ajuntament de Sant Llorenç des Cardassar / Ajuntament de Son Servera
- Ausstellungsstücke (Bücherseiten und Karten), die sich in Schauvitrinen des Castell de sa Punta de n’Amer befinden